# Nicolaas Marten Fierlants
Nicolaas Marten Fierlants, o Nicolaus Mertinus Fierelans ('s-Hertogenbosch, 1621  o 1622 – Anversa, 12 maggio 1694), è stato un pittore olandese.

## Biografia
Allievo di Pauwel van Overbeeck, operò principalmente ad Anversa dal 1640 al 1694 e si specializzò in vedute prospettiche. Fu membro della locale Corporazione di San Luca.
Furono suoi allievi Abraham Genoels II, Hendrick Hussens (1661-1662), Gaspar Pyns, Antonius de Nies, Anthonie van der Maenen (1684-1685), Josephus Spadeyne, Theodoor Steens (1685-1686), Peter-Guellimus Verwildt (1687-1688), Jan-Jeronimus Vermeulen (1691-1692, Jan-Carel van Scharenborgh (1692-1693).